# طبیعی‌شدن
طبیعی‌شدن یا طبیعی‌سازی (به انگلیسی: Naturalisation) پدیده‌ای بوم‌شناختی است که از طریق آن گونه‌ها، آرایه‌ها یا جمعیتی با خاستگاه بیگانه (برخلاف بومی) در یک بوم‌سازگان معین ادغام می‌شوند و قابلیت تکثیر و رشد در آن را پیدا می‌کنند و به‌طور خود به خود منتشر می‌شوند. در برخی موارد، حضور یک گونه در یک بوم‌سازگان خاص آن‌قدر قدیمی است که نمی‌توان بومی‌شدن یا معرفی‌شدگی آن را فرض کرد.
به‌طور کلی، هر گونه معرفی‌شده ممکن است (در طبیعت) یا منقرض شود یا در محیط جدید خود طبیعی شود.
برخی از جمعیت‌ها خود را از طریق تولیدمثل حفظ نمی‌کنند، اما به دلیل هجوم مداوم از جاهای دیگر وجود دارند. گفته می‌شود که چنین جمعیت‌هایی که پایدار نیستند، یا افراد درون آن، ماجراجو هستند. گیاهان کشت شده منبع اصلی جمعیت‌های فرعی هستند.
در بالا به طبیعی کردن به عنوان یک فعل غیرگذرا اشاره می‌شود، مانند «گونه طبیعی‌شده». در آمریکای شمالی استفاده از طبیعی‌سازی به عنوان یک فعل متعدی رایج است، مانند «کارمندان شهر پارک را طبیعی‌سازی کردند». این به این معنی است که اجازه می‌دهیم یک محیط به حالت طبیعی خود باز گردد.
طبیعی‌سازی جانوران عمدتاً از طریق زادآوری و به‌ دنبال مهاجرت‌های انسانی با هم‌سفرگی انجام می‌شود.
گاهی یک گونه طبیعی‌شده با یک بومی دورگه می‌سازد.

## تاثیر بر اکوسیستم
طبیعی‌سازی در برخی موارد با کمک انسان انجام می‌شود تا جایگزین گونه‌های دیگری شود که به طور مستقیم یا غیر مستقیم از تاثیرات فعالیت‌های انسان‌ آسیب دیده‌اند یا برای استفاده انسان کمتر سود بخش هستند. جدای از رقابت مستقیم بین جمعیت‌های بومی و معرفی شده، آلودگی ژنتیکی توسط دورگه می تواند به طور تجمعی به اثرات زیست محیطی اضافه شود که حفاظت از جمعیت‌های بومی را به خطر می اندازد.